# N03 (Oekraïne)
De N03 (Cyrillisch: H03) is een autoweg in het westen van Oekraïne. De weg verbindt vier grote steden. De weg begint in Zjytomyr, en loopt via Chmelnytsky en Kamjanets-Podilsky naar Tsjernivtsi. De weg is onderdeel van de verbinding tussen Kiev en Boekarest. De M20 is 325 kilometer lang.

## Verloop
De weg begint in Zjytomyr, aan de kruising met de M06 naar Rivne en Kiev. De weg loopt naar het zuidwesten, de eerste 25 kilometer als vierstrooks hoofdweg, maar later met één rijstrook per richting. Na 135 kilometer komt men bij het regionale stadje Starokostjantyniv, waar de kruising is met de P05 richting Rivne en Wit-Rusland.
Vanaf deze stad loopt de weg naar het zuiden, en ongeveer 15 kilometer voor Chmelnytsky verbreedt de weg zich weer naar 2x2 rijstroken. De weg loopt dwars door de stad, en even ten zuiden van de stad is de kruising met de M12 naar Ternopil en Vinnytsja.
97 kilometer ten zuiden van Chmelnytsky komt men door het stadje Kamjanets-Podilsky, waarna de brug over de Dnjestr volgt. 14 kilometer voor Tsjernivtsi begint de dubbelnummering met de N10 uit Moldavië, waarbij de N03 naar het westen loopt. Bij Tsjernivtsi eindigt de weg met een kruising op de M19.
M01 ·
M02 ·
M03 ·
M04 ·
M05 ·
M06 ·
M07 ·
M08 ·
M09 ·
M10 ·
M11 ·
M12 ·
M13 ·
M14 ·
M15 ·
M16 ·
M17 ·
M18 ·
M19 ·
M20 ·
M21 ·
M22 ·
M23 ·
M24 ·
M25 ·
M26 ·
M27 ·
M28 ·
M29 ·
M30
N01 ·
N02 ·
N03 ·
N04 ·
N05 ·
N06 ·
N07 ·
N08 ·
N09 ·
N10 ·
N11 ·
N12 ·
N13 ·
N14 ·
N15 ·
N16 ·
N17 ·
N18 ·
N19 ·
N20 ·
N21 ·
N22 ·
N23 ·
N24 ·
N25 ·
N26 ·
N27 ·
N28 ·
N30 ·
N31 ·
N32 ·
N33